# Ståle Bokalrud
Ståle Bokalrud (Gjøvik, 13 marzo 1967) è un ex calciatore norvegese, di ruolo difensore.

## Carriera

### Club

#### Gli inizi
Bokalrud cominciò la carriera con la maglia del Vardal. Passò poi al Kongsvinger, formazione per cui esordì nella 1. divisjon in data 9 maggio 1988, nella vittoria per 1-0 sul Brann. Il 30 agosto 1989, realizzò la prima rete nella massima divisione norvegese: contribuì infatti al successo per 3-0 sul Viking. Il 24 settembre successivo, fu autore di una doppietta nella vittoria per 4-1 sul Moss. Il 15 settembre 1993, ebbe modo di debuttare nell'edizione stagionale della Coppa UEFA: fu in campo nel successo per 1-3 in casa dell'Öster.

#### Sogndal, L/F Hønefoss e Faaberg
Terminata l'esperienza al Kongsvinger, passò al Sogndal. Nel campionato 1994, che si chiuse con la retrocessione della squadra, non scese mai in campo. Contribuì però alla promozione del campionato 1996 e rimase al Sogndal fino al 1998. Si trasferì poi allo L/F Hønefoss, esordendo con questa maglia il 18 aprile 1999, nel pareggio a reti inviolate contro il Raufoss. Vi rimase in forza fino al 2001. Nel 2002, fu ingaggiato dal Faaberg.

## Statistiche

### Presenze e reti nei club
| Stagione            | Club                | Campionato          | Campionato | Campionato | Coppe nazionali | Coppe nazionali | Coppe nazionali | Coppe continentali | Coppe continentali | Coppe continentali | Supercoppe | Supercoppe | Supercoppe | Totale | Totale |
| Stagione            | Club                | Comp                | Pres       | Reti       | Comp            | Pres            | Reti            | Comp               | Pres               | Reti               | Comp       | Pres       | Reti       | Pres   | Reti   |
| ------------------- | ------------------- | ------------------- | ---------- | ---------- | --------------- | --------------- | --------------- | ------------------ | ------------------ | ------------------ | ---------- | ---------- | ---------- | ------ | ------ |
| 1987                | Vardal              | 4D                  | ?          | ?          | CN              | ?               | ?               | -                  | -                  | -                  | -          | -          | -          | ?      | ?      |
| 1988                | Kongsvinger         | 1D                  | 16         | 0          | CN              | ?               | ?               | -                  | -                  | -                  | -          | -          | -          | ?      | ?      |
| 1989                | Kongsvinger         | 1D                  | 21         | 3          | CN              | ?               | ?               | -                  | -                  | -                  | -          | -          | -          | ?      | ?      |
| 1990                | Kongsvinger         | 1D                  | 13         | 0          | CN              | 5               | 0               | -                  | -                  | -                  | -          | -          | -          | 18     | ?      |
| 1991                | Kongsvinger         | ES                  | 21         | 0          | CN              | 2               | 0               | -                  | -                  | -                  | -          | -          | -          | 23     | 0      |
| 1992                | Kongsvinger         | ES                  | 6          | 0          | CN              | ?               | ?               | -                  | -                  | -                  | -          | -          | -          | ?      | ?      |
| 1993                | Kongsvinger         | ES                  | 17         | 0          | CN              | 2               | 0               | CU                 | 4                  | 0                  | -          | -          | -          | 23     | 0      |
| Totale Kongsvinger  | Totale Kongsvinger  | Totale Kongsvinger  | 94         | 3          |                 | ?               | ?               |                    | 4                  | 0                  |            | -          | -          | ?      | ?      |
| 1994                | Sogndal             | ES                  | 0          | 0          | CN              | ?               | ?               | -                  | -                  | -                  | -          | -          | -          | ?      | ?      |
| 1995                | Sogndal             | 1D                  | 19         | 1          | CN              | ?               | ?               | -                  | -                  | -                  | -          | -          | -          | ?      | ?      |
| 1996                | Sogndal             | 1D                  | 21         | 1          | CN              | ?               | ?               | -                  | -                  | -                  | -          | -          | -          | ?      | ?      |
| 1997                | Sogndal             | ES                  | 26         | 0          | CN              | ?               | ?               | -                  | -                  | -                  | -          | -          | -          | ?      | ?      |
| 1998                | Sogndal             | ES                  | 18         | 0          | CN              | ?               | ?               | -                  | -                  | -                  | -          | -          | -          | ?      | ?      |
| Totale Sogndal      | Totale Sogndal      | Totale Sogndal      | 84         | 2          |                 | ?               | ?               |                    | -                  | -                  |            | -          | -          | ?      | ?      |
| 1999                | L/F Hønefoss        | 1D                  | 25         | 0          | CN              | ?               | ?               | -                  | -                  | -                  | -          | -          | -          | ?      | ?      |
| 2000                | L/F Hønefoss        | 1D                  | 15         | 0          | CN              | ?               | ?               | -                  | -                  | -                  | -          | -          | -          | ?      | ?      |
| 2001                | L/F Hønefoss        | 1D                  | 27         | 1          | CN              | ?               | ?               | -                  | -                  | -                  | -          | -          | -          | ?      | ?      |
| Totale L/F Hønefoss | Totale L/F Hønefoss | Totale L/F Hønefoss | 67         | 1          |                 | ?               | ?               |                    | -                  | -                  |            | -          | -          | ?      | ?      |
| 2002                | Faaberg             | 2D                  | 10         | 1          | CN              | ?               | ?               | -                  | -                  | -                  | -          | -          | -          | ?      | ?      |
| Totale              | Totale              | Totale              | ?          | ?          |                 | ?               | ?               |                    | 4                  | 0                  |            | -          | -          | ?      | ?      |